# Championnat du Cambodge de football 2013
Navigation
Édition précédente Édition suivante
La saison 2013 du Championnat du Cambodge de football est la vingt-neuvième édition du championnat national de première division au Cambodge. Les dix meilleurs clubs du pays sont regroupés au sein d'une poule unique et s'affrontent deux fois au cours de la compétition, à domicile et à l'extérieur. En fin de saison, les quatre premiers s'affrontent lors d'un play-off pour le titre tandis que les deux derniers du classement affrontent les deux premiers de D2 en barrage de promotion-relégation.
C'est le club de Preah Khan Reach qui remporte le titre après avoir battu le tenant du titre, Boeung Ket lors de la finale nationale. C'est le tout premier titre de champion du Cambodge de l'histoire du club.

## Les clubs participants
| - Asia Europe University - Promu de D2 - Boeung Ket Rubber Field - Build Bright United - Kirivong Sok Sen Chey - Nagacorp FC | - National Defense Ministry - National Police Commissary - Phnom Penh Crown - Preah Khan Reach - Senate Secretariat - Promu de D2 |

## Compétition

### Phase régulière

#### Classement
Le classement est établi sur le barème de points classique (victoire à 3 points, match nul à 1, défaite à 0). Pour départager les égalités, on tient d'abord compte de la différence de buts générale, puis du nombre de buts marqués, puis des confrontations directes.
| Rang | Équipe                     | Pts | J  | G  | N | P  | Bp | Bc | Diff |
| ---- | -------------------------- | --- | -- | -- | - | -- | -- | -- | ---- |
| 1    | Boeung Ket Rubber Field T  | 38  | 18 | 12 | 2 | 4  | 54 | 25 | +29  |
| 2    | Preah Khan Reach           | 33  | 18 | 10 | 3 | 5  | 50 | 27 | +23  |
| 3    | Phnom Penh Crown           | 33  | 18 | 9  | 6 | 3  | 36 | 13 | +23  |
| 4    | Build Bright United        | 30  | 18 | 9  | 3 | 6  | 25 | 24 | +1   |
| 5    | Nagacorp FC C              | 29  | 18 | 7  | 8 | 3  | 40 | 18 | +22  |
| 6    | Kirivong Sok Sen Chey      | 28  | 18 | 8  | 4 | 6  | 40 | 29 | +11  |
| 7    | National Police Commissary | 22  | 18 | 6  | 4 | 8  | 32 | 28 | +4   |
| 8    | National Defense Ministry  | 21  | 18 | 5  | 6 | 7  | 22 | 31 | -9   |
| 9    | Asia Europe University P   | 12  | 18 | 2  | 6 | 10 | 18 | 37 | -19  |
| 10   | Senate Secretariat P       | 2   | 18 | 0  | 2 | 16 | 10 | 95 | -85  |

|  | Qualification pour la phase finale pour le titre                          |
|  | Participation au barrage de promotion-relégation                          |
|  | T : Tenant du titre C : Vainqueur de la Coupe du Cambodge P : Promu de D2 |

#### Barrage de promotion-relégation
Les deux derniers du classement affrontent les deux premiers de deuxième division au sein d'une poule unique. Les deux meilleures équipes accèdent ou se maintiennent parmi l'élite.
| Rang | Équipe                  | Pts | J | G | N | P | Bp | Bc | Diff |  | Résultats (▼ dom., ► ext.) | Tri | Asi | Tak | Sen |
| ---- | ----------------------- | --- | - | - | - | - | -- | -- | ---- |  | -------------------------- | --- | --- | --- | --- |
| 1    | TriAsia Phnom Penh (D2) | 9   | 3 | 3 | 0 | 0 | 10 | 0  | +10  |  | TriAsia Phnom Penh (D2)    |     | 1-0 | 7-0 | 2-0 |
| 2    | Asia Europe University  | 6   | 3 | 2 | 0 | 1 | 4  | 1  | +3   |  | Asia Europe University     |     |     | 2-0 | 2-0 |
| 3    | Takéo Province (D2)     | 3   | 3 | 1 | 0 | 2 | 2  | 9  | -7   |  | Takéo Province (D2)        |     |     |     | 2-0 |
| 4    | Senate Secretary        | 0   | 3 | 0 | 0 | 3 | 0  | 6  | -6   |  | Senate Secretary           |     |     |     |     |

### Phase finale
|  | Demi-finales            | Demi-finales         |                |   | Finale | Finale |
|  | Demi-finales            | Demi-finales         |                |   | Finale | Finale |
|  |                         |                      |                |   |        |        |
|  |                         |                      |                |   |        |        |
|  |                         |                      |                |   |        |        |
|  | (1) Boeung Ket          | 1                    |                |   |        |        |
|  | (1) Boeung Ket          | 1                    |                |   |        |        |
|  | (4) Build Bright United | 0                    |                |   |        |        |
|  | (4) Build Bright United | 0                    | (1) Boeung Ket | 0 |        |        |
|  |                         |                      | (1) Boeung Ket | 0 |        |        |
|  |                         | (2) Preah Khan Reach | 1              |   |        |        |
|  | (2) Preah Khan Reach    | (2) Preah Khan Reach | 1              | 4 |        |        |
|  | (2) Preah Khan Reach    |                      |                | 4 |        |        |
|  | (3) Phnom Penh Crown    | 3                    |                |   |        |        |
|  | (3) Phnom Penh Crown    | 3                    |                |   |        |        |

## Bilan de la saison
| Championnat du Cambodge de football 2013                             |                              |
| Champion                                                             | Preah Khan Reach (1er titre) |
| Coupes et trophées                                                   |                              |
| Vainqueur de la Coupe du Cambodge 2013                               | Nagacorp FC                  |
| Qualifications continentales                                         |                              |
| Coupe du président de l'AFC 2014                                     | Preah Khan Reach             |
| Promotions et relégations                                            |                              |
| Promus en Championnat du Cambodge de football                        | TriAsia Phnom Penh           |
| Relégués en Championnat du Cambodge de football de deuxième division | Senate Secretary             |